# Palazzo Riviello
Il palazzo Riviello, già palazzo Alianelli, è un edificio storico di Potenza, sito nel centro storico della città, nei pressi di Piazza Mario Pagano.

## Storia
Il palazzo Riviello venne edificato nel XVII secolo e venne inizialmente intitolato allo statista lucano Nicola Alianelli, che vi dimorò. In seguito il palazzo prese il nome attuale dalla nuova famiglia proprietaria dello stesso, mentre ad Alianelli venne dedicata la via che costeggia un lato dell'edificio, oltre a un'epigrafe posta su una delle facciate della struttura.
L'edificio ha avuto probabilmente anche la funzione di ricovero temporaneo dei prigionieri da condurre a giudizio nel vicino tribunale, ora non più esistente.

## Architettura
L'edificio è molto diverso da come doveva apparire all'atto della costruzione a causa delle varie modifiche e ristrutturazioni che ha subito nel corso del tempo. Presenta ancora un'antica cancellata utilizzata in quelli che un tempo erano gli spazi delle celle di detenzione del palazzo. Durante alcuni lavori di restauro per il consolidamento delle vecchie fondamenta dell'immobile è stata ritrovata una cassetta per le lettere in pietra del 1824, che è stata posta all'ingresso ed è visibile attraverso la vetrata del portone principale.